# 대니얼 잉그럼
대니얼 잉그럼(영어: Daniel Ingram, 1975년 6월 13일 ~ )은 캐나다의 애니메이션 작곡가, 작사가다. 지금까지 명재 최 , 클래식 락 등 다양한 장르의 노래를 200곡 이상 만들어 왔다.
데이타임 에미상에서 2012년에 마이 리틀 포니: 우정은 마법의 "Becoming Popular"와 "May The Best Pet Win"로, 2013년에 리틀리스트 펫샵의 "If You're A Guy"로 우수 아동용 애니메이션 노래 상 후보에 올랐다. 2013년에는 마이 리틀 포니: 우정은 마법의 "Magical Mystery Cure"에서 작곡한 노래로 스테펀 앤드루스와 함께 레오상을 수상했다. 또한, 롤링 스톤에 게재되기도 했다.

## 경력

### TV 애니메이션
- 말하는 강아지 마사
- 파운드 퍼피즈
- 더 어드벤쳐 오브 척 앤 프렌즈
- 마이 리틀 포니: 우정은 마법
- 리틀펫샵
- 온 스크린!
- 더 매쓰 쇼
- 리로이 돌살핀
- 어바웃 어 걸
- 리키 스프로킷
- 엠티 암즈
- 더 올더 아이 겟 더 와이저 아이 겟
- 어 도터스 컨빅션
- 이매지너리 플레이메이트
- 라스트 찬스 카페
- 뿌까
- 어쓰 = 홈
- 칠드런 오브 쓰나미: 노 모어 티어
- 리턴 오브 더 톨 쉽
- 노바디 TV 무비

### 극장 애니메이션
- 마이 리틀 포니: 이퀘스트리아 걸즈
- 러브 노트
- 투 비 팻 라이크 미
- 쿵푸 마구

## 수상
- 2008 레오상 최우수 음악, 코미디, 버라이어티 프로그램 뮤지컬 상 (어바웃 어 걸, 수상)
- 2009 레오상 최우수 애니메이션 프로그램/시리즈 뮤지컬 상 (말하는 강아지 마사, 후보)
- 2010 레오상 최우수 애니메이션 프로그램/시리즈 뮤지컬 상 (말하는 강아지 마사, 수상)
- 2012 데이타임 에미상 우수 아동용 애니메이션 시리즈 음악 상 (May The Best Pet Win - 마이 리틀 포니: 우정은 마법, 후보)
- 2012 데이타임 에미상 우수 아동용 애니메이션 시리즈 음악 상 (Becoming Popular - 마이 리틀 포니: 우정은 마법, 후보)
- 2013 레오상 최우수 애니메이션 프로그램/시리즈 뮤지컬 상 (Magical Mystery Cure - 마이 리틀 포니: 우정은 마법, 수상)
- 2013 데이타임 에미상 우수 아동용 애니메이션 시리즈 음악 상 ("If You're A Guy" - 리틀리스트 펫샵, 후보)
- 2014 레오상 최우수 애니메이션 프로그램/시리즈 뮤지컬 상 (Pinkie Pride - 마이 리틀 포니: 우정은 마법, 후보)

- 마이 리틀 포니: 우정은 마법

## 참고 문헌
1. ↑  “Vancouverite Ingram gets Emmy nod | Vancouver 24 hrs”. Vancouver.24hrs.ca. 2012년 5월 9일. 2014년 8월 12일에 원본 문서에서 보존된 문서. 2013년 10월 6일에 확인함.
2. ↑  “Daytime Entertainment Emmy Awards - 40th Annual Daytime Entertainment Emmy Awards Nominations”. Emmyonline.org. 2013년 5월 3일에 원본 문서에서 보존된 문서. 2013년 10월 6일에 확인함.
3. ↑  “MLP Takes the Leo Award for Best Musical Score”. 《이퀘스트리아 데일리》. 2013년 6월 8일. 2013년 6월 8일에 확인함.
4. ↑  케빈 러더퍼드 (2012년 4월 20일). “Behind the Music of Pop Culture Smash 'My Little Pony: Friendship Is Magic'”. 《롤링 스톤》. 2012년 4월 20일에 확인함.